# 王恩眷
王恩眷（1922年11月—2016年3月21日），四川开江人，中华人民共和国政治人物。
1939年7月加入中国共产党，曾任中共中央公安部三局副局长，云南省革命委员会人民保卫组副组长，云南省公安局副局长、云南省公安厅副厅长，云南省政协副秘书长，政协云南省第四届委员会委员。2016年3月21日在昆明逝世，享壽94岁。